# Stora Svaltjärnen
Stora Svaltjärnen är en sjö i Storfors kommun i Värmland och ingår i Göta älvs huvudavrinningsområde. Sjön har en area på 0,126 kvadratkilometer och ligger 154,7 meter över havet.

## Delavrinningsområde
Stora Svaltjärnen ingår i det delavrinningsområde (658394-141272) som SMHI kallar för Mynnar i Ullvettern. Medelhöjden är 146 meter över havet och ytan är 26,77 kvadratkilometer. Det finns inga avrinningsområden uppströms utan avrinningsområdet är högsta punkten. Hyttälven som avvattnar avrinningsområdet har biflödesordning 4, vilket innebär att vattnet flödar genom totalt 4 vattendrag innan det når havet efter 314 kilometer. Avrinningsområdet består mestadels av skog (77 procent). Avrinningsområdet har 0,81 kvadratkilometer vattenytor vilket ger det en sjöprocent på 3 procent.